# 红胸八色鸫属
红胸八色鸫属（学名：Erythropitta），是八色鸫科的一属。该属共有6个物种，主要分布于东南亚，其中一个物种在澳大利亚也有分布。红胸八色鸫属的物种原被归于八色鸫属（Pitta），但2009年的研究将八色鸫科划分为了三属。

## 物种
- 红胸八色鸫属 
  - 吕宋八色鸫 
  - 红胸八色鸫 
  - 蓝斑八色鸫 
  - 榴红八色鸫 
  - 黑冠八色鸫 
  - 黑头八色鸫